# Lisle (Illinois)
Lisle è un comune degli Stati Uniti d'America, situato in Illinois, nella contea di Cook. Si trova nell'area metropolitana a sud-ovest di Chicago.